# 7 km (obwód królewiecki)
7 km (ros. 7 км) – przystanek kolejowy w miejscowości Miedwiediewka, w rejonie gurjewskim, w obwodzie królewieckim, w Rosji. Położony jest na linii Królewiec – Zielenogradsk – Swietłogorsk.

## Historia
Przystanek powstał w okresie przynależności tych terenów do Niemiec.